# Fabio Sebastiano Santoro
Fabio Sebastiano Santoro (Giugliano in Campania, 1669 – Giugliano in Campania, 1729) è stato un presbitero e musicista italiano. Fu prefetto della chiesa di Santa Sofia ed economo della chiesa di San Nicola a Giugliano, maestro di canto ed esperto di storia locale.

## Biografia
Nel 1715 scrisse Scola di canto fermo, in cui si insegnano  agli ecclesiastici le regole per comporre e cantare in chiesa. Nei tre libri sono riportate anche notizie relative alle chiese e ai conventi di Giugliano.

## Opere
- Scola di canto fermo, Napoli, Novello de Bonis, 1715
- Dottrina cristiana per utilità, ed istruzione cosi de fanciulli, come d'altre persone rozze composta per maggior facilita e chiarezza a modo di dialogo, Napoli, Novello de Bonis, 1719